# Crambionella orsini
Crambionella orsini är en manetart som först beskrevs av Ernst Vanhöffen 1888.  Crambionella orsini ingår i släktet Crambionella och familjen Catostylidae.
Artens utbredningsområde är Indiska oceanen. Inga underarter finns listade i Catalogue of Life.